# Roeselare (huyện)
Huyện Roeselare (tiếng Hà Lan: Arrondissement Roeselare; tiếng Pháp: Arrondissement de Roulers) là một trong tám huyện hành chính ở tỉnh Tây Flanders,  Bỉ.
Huyện hành chính Roeselare bao gồm các đô thị sau:
- Hooglede
- Ingelmunster
- Izegem
- Ledegem
- Lichtervelde
- Moorslede
- Roeselare
- Staden